# Broletto

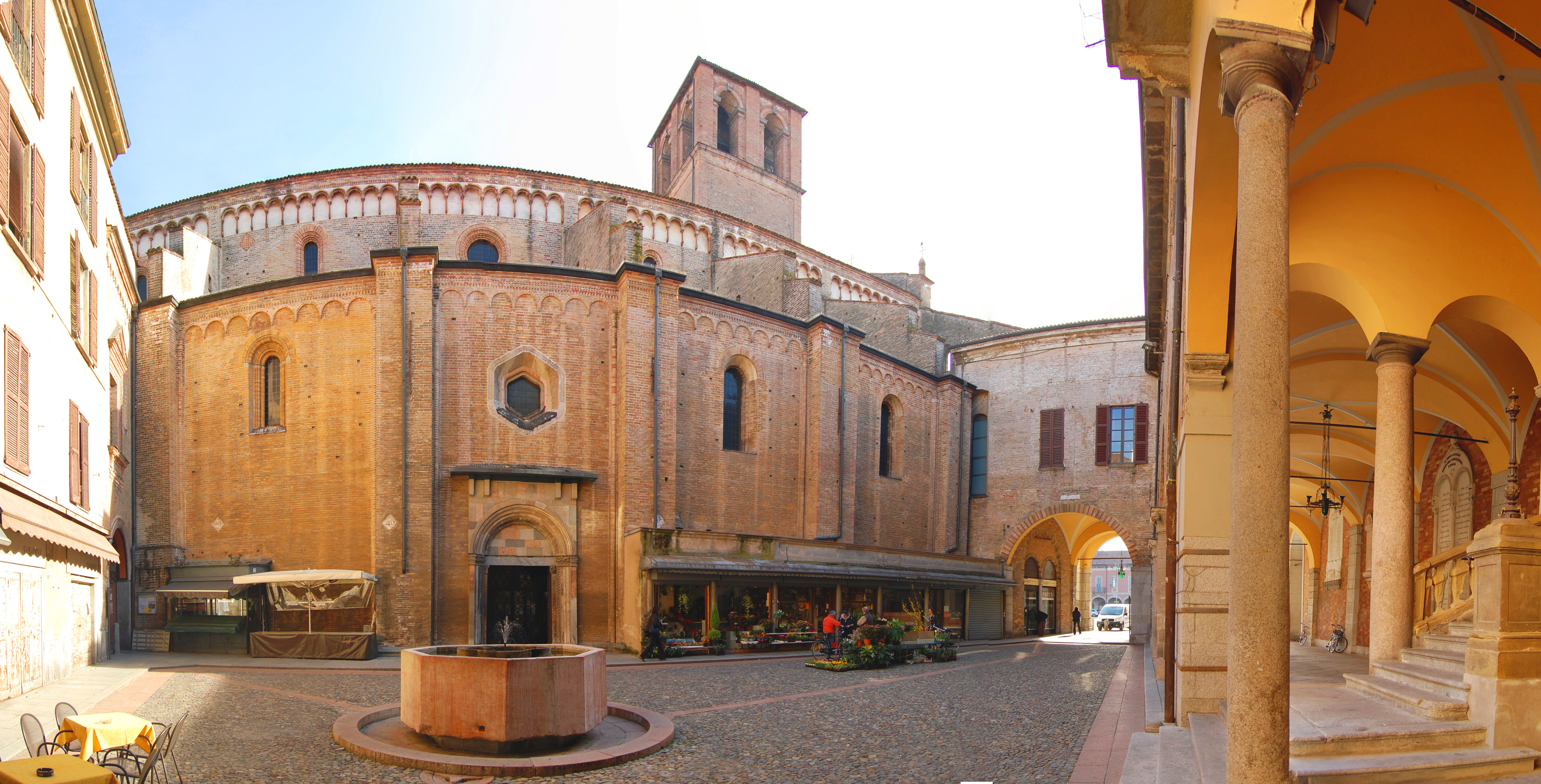
Piazza Broletto in Lodi (Lombardei)

Mit Broletto (von spätlateinisch bro[i]lus „eingefriedeter Hof“) bezeichnet man in den lombardischen Städten seit dem 11. Jahrhundert eine ummauerte Versammlungsstätte, in der städtische Angelegenheiten und vor allem Rechtsgeschäfte geregelt wurden. Später wurde mit Broletto entweder der Palast der Konsuln, des jeweiligen Machthabers oder allgemein der Sitz des Stadtrats oder des Bürgermeisters bezeichnet.

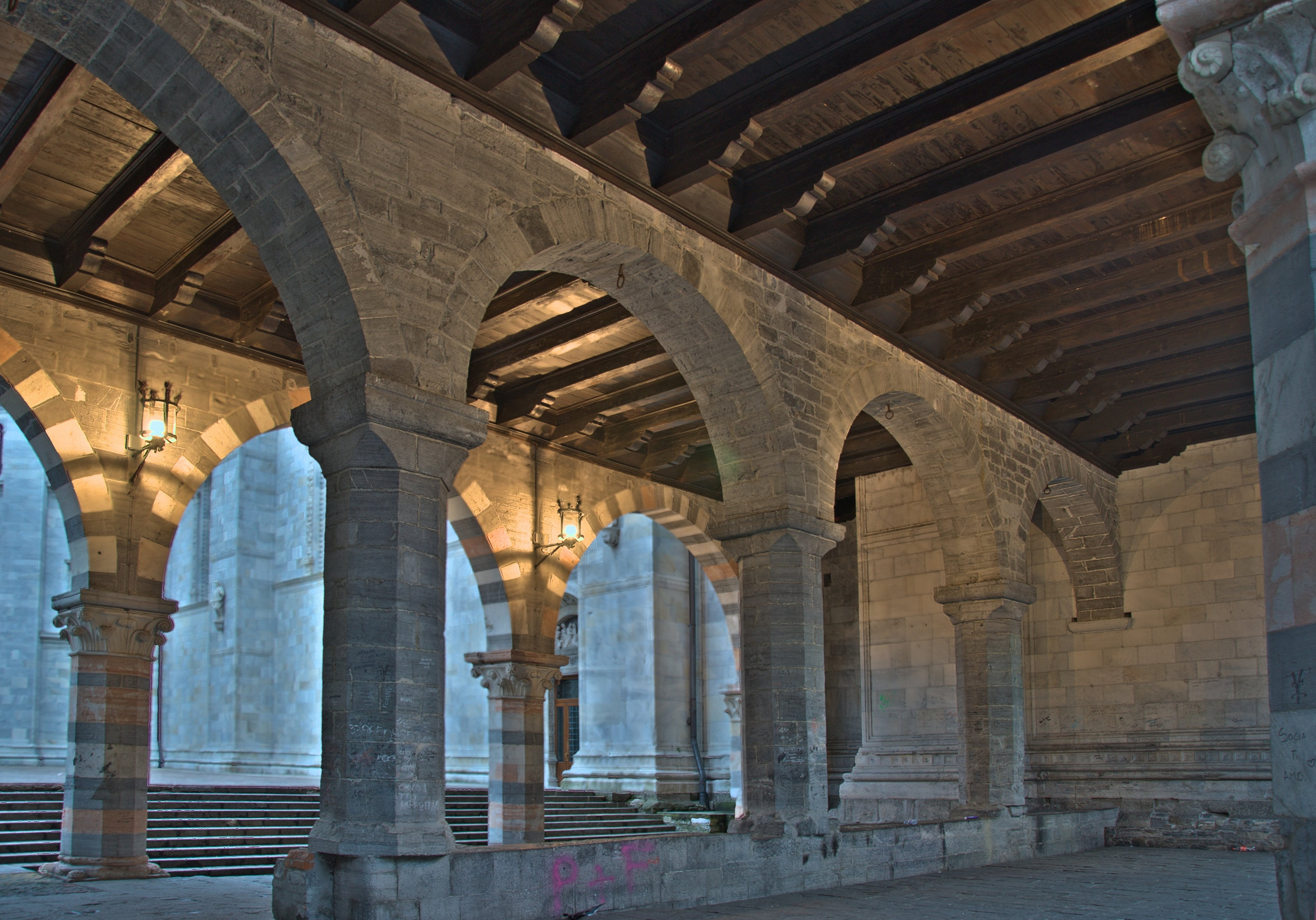
Offenes Erdgeschoss eines Broletto (hier in Como)

Das Erdgeschoss eines solchen Rathauses war in der Regel offen, und in dieser dadurch entstehenden Halle fanden Gerichtsverhandlungen in aller Öffentlichkeit statt, um eine Einheitlichkeit der Rechtsprechung zu gewährleisten. Oft wurde es auch – wie eine antike Basilika – als Markthalle genutzt. Im Obergeschoss befindet sich häufig ein einziger großer Saal, um die Bürgerversammlung aufnehmen zu können.
In folgenden Städten finden sich noch Beispiele solcher Paläste:
- Arona
- Brescia
- Como: siehe Broletto (Como)
- Lodi (Lombardei)
- Mantua
- Mailand: siehe Palazzo della Ragione
- Monza
- Novara
- Orta
- Pavia siehe Broletto (Pavia)
- Piacenza (Palazzo Comunale, genannt „il Gotico“)